# Jørgen Ulrich
Jørgen Ulrich (21. august 1935 i Hellerup – 22. juli 2010 i Grækenland) var en dansk jurist, underdirektør og tennisspiller.
Fhv. direktør, cand.jur. Jørgen Ulrich, var i den bredere danske offentlighed bedst kendt for sin store indsats i tennisverdenen, både som spiller og leder. 
Som tennisspiller opnåede han 38 danske mesterskaber i single og double, og han var i en lang årrække fast mand på tennislandsholdet. Tre gange (1959, 60 og 64) spillede han sig frem til ottendedelsfinaler, dvs. blandt de 16 bedste i Wimbledon, hvor han sammen med Jan Leschly også nåede kvartfinale i double 1966. Ulrichs mest bemærkelsesværdige sejr i en enkelt kamp i Wimbledon kom i 1964, da han nedkæmpede Charlie Pasarell, USA, med 7-9, 9-11, 6-4, 9-7, 8-6 i en af turneringens længste kampe nogensinde. Opnåede desuden flotte placeringer i adskillige andre internationale turneringer.
Ligesom sin far, Einer Ulrich, og sin ældre bror, Torben Ulrich, var Jørgen Ulrich en fremragende spiller, der udover sine mange danske seniortitler var en bærende kraft på landsholdet og Davis Cup fra 1953 til 1972. 
Jørgen Ulrich udgør sammen med Einer og Torben den familie, som tilsammen har deltaget i flest Davis Cup matcher i historien – 232 kampe.
Jørgen Ulrich deltog i Wimbledon 17 gange mellem 1952 og '72, og flere gange nåede han i single ottendedelsfinaler. I double var han kvartfinalist med Jan Leschly. En aggressiv og netsøgende spillestil bragte ham o gså frem blandt de fem bedste i verden indendørs på datidens hurtige underlag. Af andre meritter kan nævnes:
- Vinder af German Open Indoor Championships i single 1957 og -71.
- Vinder af French Open Indoor Championships i single 1960 og -61.
- Fem gange vinder af Scandinavian Indoor Championsships + Doubler (Kurt Nielsen, Jan Leschly).
- Vinder af German Open Hamburg Championships i double (Fred Stolle).
- Vinder af European Doubles Championships (Leschly).
- Vundet Kings Cup for landshold 6 gange

Den store erfaring blev givet videre på lederplan både i barndomsklubben Hellerup Idræts Klub og i Dansk Tennis Forbund, hvor Jørgen Ulrich deltog i flere udvalg og var kaptajn for det danske kvindelandshold i adskillige år. I HIK har Jørgen Ulrich været tennisformand, holdleder og holdkaptajn for HIK's 1. hold i tennis i en årrække.
I arbejdslivet var Jørgen Ulrich jurist, og indtil 1970 arbejdede han i Eksportkreditrådet. Derefter blev det til flere ledende stillinger i PFA Pension, hvor han i en årrække var leder af den juridiske afdeling. Som 62-årig afsluttede han karrieren i en underdirektørstilling. 
Som bror til Torben Ulrich er han farbror til Lars Ulrich, trommeslager i Metallica.
Jørgen Ulrich var 1959-2010 gift med Bodil, født Sandnes-Hagen i Norge, hvor hun havde spillet på juniorlandsholdet. Hun blev i Danmark en afholdt skolelærer (omtalt i Søren Ulrik Thomsens essaysamling Store Kongensgade 23 fra 2021). Ulrich døde 22. juli 2010 under en ferie i Grækenland. 